# 恋をしようよジェニー
『恋をしようよジェニー』（こいをしようよジェニー）は1967年9月20日に発売されたザ・カーナビーツの楽曲である。

## 解説
- 作詞は万里村ゆき子、作曲は藤まさはるによる。大ヒットした前作「好きさ好きさ好きさ」に続く2枚目のシングルである。アイ高野がソロで歌い、前作に続く連続ヒットとなった。因みに作曲の藤まさはるとは当時フィリップスのディレクターであった本城和治のペンネームである。
- B面は「おまえに夢中さ」（臼井啓吉 作詞、Bill Schnare 作曲）。臼井啓吉がソロで歌った。
- レコードジャケットにはメンバーの集合写真とともに「人気爆発!「好きさ好きさ好きさ」のカーナビーツ第二弾!」という紹介文が書かれている。

## 収録曲
1. 恋をしようよジェニー 
  - 作詞:万里村ゆき子／作曲:藤まさはる
2. おまえに夢中さ
  - 作詞:臼井啓吉／作曲:Bill Schnare